# It's My Turn (film)
It's My Turn is een Amerikaanse romantische komedie uit 1980 geregisseerd door Claudia Weill.

## Verhaal
Kate Gunzinger geeft les aan een universiteit in Chicago. Ze woont samen met haar vriend Homer. Ze reist naar New York voor de bruiloft van haar gescheiden vader met Emma. Daar wordt ze verliefd op Ben: de zoon van Emma. Kate solliciteert naar een job, maar keert uiteindelijk alleen terug naar Chicago omdat ze het lesgeven mist

## Rolverdeling
| Acteur            | Personage      |
| ----------------- | -------------- |
| Jill Clayburgh    | Kate Gunzinger |
| Michael Douglas   | Ben Lewin      |
| Charles Grodin    | Homer          |
| Beverly Garland   | Emma           |
| Steven Hill       | Jacob          |
| Teresa Baxter     | Maryanne       |
| Joan Copeland     | Rita           |
| Charles Kimbrough | Jerome         |
| Roger Robinson    | Flicker        |
| Jennifer Salt     | Maisie         |
| Daniel Stern      | Cooperman      |
| Dianne Wiest      | Gail           |

## Nominatie
| Westrijd                     | Categorie         | Ontvanger(s)      | Resultaat   | Ref.  |
| ---------------------------- | ----------------- | ----------------- | ----------- | ----- |
| Golden Raspberry Awards 1980 | Slechtste verhaal | Eleanor Bergstein | Genomineerd | [ 1 ] |